# Лухья
Лу́хья (луйя, абалуйя) — группа народов, относящихся к банту, говорящих на языке лухья и проживающих в основном в Кении — 4 млн чел. и в Танзании — 750 тыс. чел. У лухья сохранились традиционные верования; часть из них — католики, часть — квакеры, часть — приверженцы афрохристианских культов (Сапронов 2000 : 213).
У народов лухья выявляли до 0,5 Мб неандертальской примеси.

## Язык
Говорят на близкородственных языках лухья (луйя) группы банту (Ольдерогге, Потехин 1954 : 133).

## Традиционные занятия
Лухья практиковали ручное переложное земледелие (сорго, элевсина, симсим, бобовые, батат, бананы) и ручное подсечно-огневое земледелие. В настоящее время перешли к интенсивному товарному земледелию. Выращивают такие культуры как хлопок, арахис, сахарный тростник и кофе. Смена способа обработки земли произошла в результате потери земель в колониальный период. Традиционно занимаются охотой и рыбалкой. Лухья — умелые воины (Сапронов 2000 : 213).
Ремёсла являются привилегиями определенных родов; развиты выделка кожи, кузнечное дело, плетение рыболовных сетей (Ольдерогге, Потехин 1954: 133).

## Быт
Традиционно лухья строили хижины из палок, которые они скрепляли глиной. Коническая крыша (обычно из травы) нависает над стенами, образуя веранду. Хижины расставлены по кругу, образуя таким образом круглые по планировке деревни, окруженные живой изгородью либо стеной.
Традиционная одежда — покрывало из кожи у мужчин и набедренная повязка у женщин, украшения из металла и раковин каури, у мужчин иногда — головной убор из кожи, украшенный каури. В употребление идёт в основном растительная пища, а также молоко и мясо диких животных (Львова 1984: 39).

## Культура
Широкое распространение получил культ предков, колдовство и магия. У лухья существуют церемонии вызывания дождя и заговора ветра. Сохраняется музыкальный фольклор (Львова 1984: 39).